# Теремин
Теремин или терменвокс је један од првих електронских музичких инструмената. Име је добио по свом изумитељу, совјетском физичару Лаву Сергејевичу Термену (1896—1993), односно Леону Теремину, како су га звали у западној Европи. Осим по карактеристичној боји тона, јединствен је и по томе што се свира без физичког контакта. Састоји се из кутије у којој се налази електрично коло и на којој се бочно најчешће налазе две антене. Једна је постављена хоризонтално, а друга вертикално.

## Историјат
Двадесетих година прошлог века Лав Термен је, радећи на физичко-техничком институту Ио́ффе, направио високофреквентни осцилатор који са великом прецизношћу мери диелектричну константу гасова. Како му је речено да нађе још неку примену свог изума, направио је први детектор покрета који је коришћен као аларм. Док је прилагођавао уређај како би овај могао да производи звук, приметио је да се фреквенција тона мења када би померао руку у близини уређаја. Своје откриће је први пут демонстрирао колегама и студентима октобра 1920. године. Како је био музички образован, ову појаву је искористио као основу за консруисање новог, јединственог музичког инструмента. Први концерт је одржао већ у новембру, а 1927. је започео турнеју по Европи и САД. Теремин је патентирао у САД 1928. године. Након успеха у Америци, интересовање за теремин је почело да опада.
Теремин је поново постао популаран 1994. године, после изласка филма Theremin: An Electronic Odyssey. Од тада је знатно више коришћен у модерној музици. Иако се звук сличан теремину може произвести на синтисајзерима које је много лакше свирати, неки музичари и даље цене изражајност и јединственост правог теремина. Данас теремине производе појединци заинтересеовани за електронику и неколико фирми, од којих је најпознатија Moog Music.

## Начин функционисања
Док свира, извођач помера руке у близини две антене. Удаљеност руке од вертикалне антене одређује висину (фреквенцију), а од хоризонталне јачину (амплитуду) тона. Постоје и поједностављене верзије теремина са сталном јачином тона, а променљивом висином.
Променљива висина тона се добија помоћу два ЛЦ осцилатора. Они се састоје од завојнице и кондензатора. Један од њих ради на фиксираној фреквенцији, а фреквенција другог варира. Фреквенција осцилатора чија фреквенција варира зависи од самоиндукције завојнице и капацитивности кондензатора. Када се повеже са осцилатором, антена добија функцију плоче кондензатора. Људско тело поседује одређену капацитивност. Због ње се померањем руке у близини антене мења капацитивност система антена - рука. Самим тим се мења и фреквенција осцилатора. Како је промена ове капацитивности веома мала, осцилатори морају да оперишу на фреквенцијама далеко изнад нашег чујног опсега. На крају се прави разлика фреквенција ова два ЛЦ осцилатора (која је у нашем чујном опсегу), појачава се и шаље звучницима.
Променљива јачина тона се може постићи на више начина. Један од њих је помоћу високофреквентног ЛЦ осцилатора подешеног на одређену фреквенцију. И на њега је повезана антена. Ако се рука приближи антени, фреквенција осцилатора ће се променити. Овај сигнал се шаље паралелно везаном кондензатору и завојници подешеним на исту одређену фреквенцију. У оваквом ЛЦ колу се ствара кратак спој за све фреквенције различите од почетне. Што је разлика између фреквенција већа, то је сигнал слабији. Овај сигнал служи за регулисање јачине звука.

## Звук
Теремин у теорији треба да производи чисту синусоиду. У пракси не звучи тако. Два осцилатора која раде на приближним фреквенцијама имају тенденцију да им се фреквенције изједначе. То мења почетни талас и тако ствара занимљиву боју звука.
Неки градитељи модерних теремина намерно мењају боју звука. Они између осцилатора убацују мали кондензатор или евентуално отпорник. Тиме отварају нове хармонике и мењају боју тона.

## Техника свирања
Као и виолина, теремин може да произведе било који тон из свог опсега. Међутим, извођач на теремину мора да се ослања само на свој слух, док на већини других инструмената може да се ослања на тензију жица, позицију прагова, клавијатуру, вентиле или слично.
Још једна отежавајућа околност је то што зависност фреквенције тона од растојања руке од антене није константна. Тако да при свирању хроматског низа у највишем регистру треба померати руку свега неколико милиметара како би се очувала интонација. То веома отежава свирање тачних тонова.
Најпознатија техника свирања је "aerial fingering". Развила ју је тереминисткиња Клара Рокмор (Clara Rockmore), а касније је усвојио и сам проналазач. Ова техника је омогућила отклањање нежељеног портамента и глисанда, брзе и тачне покрете, па чак и стакато ефекат.

## Музика за теремин
Теремин је често коришћен за разне ефекте у играним и цртаним филмовима. Овај инструмент је, нарочито шездесетих година прошлог века, нашао примену у многим композицијама популарне музике, а доста се користи и данас. Соло изведен на теремину био је део чувене композиције групе „Лед зепелин” (Led Zeppelin) из 1969. године, „Whole Lotta Love”, а одсвирао га је гитариста и тереминиста Џими Пејџ. Теремин на својим концертима користи и познати француски композитор и музичар Жан Мишел Жар. Често су му преписиване заслуге за сингл америчке поп групе Бич Бојс, „Good Vibrations”. Инструмент коришћен у поменутој композицији није теремин, већ му веома слично звучи и зове се тенерин (електро-теремин).
Теремин се највише прославио у филмској музици , а за њега је компонована и класична музика.

## Занимљивост
По неким мишљењима, Терменов проналазак је заснован на достигнућима Николе Тесле (мада сам Лав Термен то пориче). У прилог томе иде и чињеница да је Дорит Крајслер, америчка уметница и познати тереминиста, уводну песму на свом албуму Best of Dorit Chrysler назвала по славном Тесли.